# Grup de 62 apartaments
El Grup de 62 apartaments és una obra de les darreres tendències de Sort (Pallars Sobirà) inclosa a l'Inventari del Patrimoni Arquitectònic de Catalunya.

## Descripció
Es tracta d'un conjunt d'apartaments i locals comercials situats a la franja de terreny que separa l'Alt Pirineu, Llessui i Torre. El projecte va voler crear una imatge amb molta força donant resposta tant a l'escala i caràcter dels pobles veïns com al paisatge natural.
Els apartaments s'organitzen a partir de dos edificis lineals disposats de forma paral·lela i segons el pendent, per a tenir la màxima bona orientació. Els dos blocs es troben connectats per un carrer-escala ortogonal. El bloc inferior dona a un carrer de nova construcció, comunicant així els dos nuclis rurals.
La façana combina els buits ombrejats amb la fàbrica de maçoneria i el ràfec de la coberta accentuat.